# Laws of Illusion
Laws of Illusion è il settimo album discografico in studio della cantautrice canadese Sarah McLachlan, pubblicato nel 2010.

## Tracce
1. Awakenings – 4:08
2. Illusions of Bliss – 3:53
3. Loving You Is Easy – 3:03
4. Changes – 3:44
5. Forgiveness – 3:49
6. Rivers of Love – 3:54
7. Love Come – 3:33
8. Out of Tune – 3:51
9. Heartbreak – 4:07
10. Don't Give Up on Us – 3:37
11. U Want Me 2 – 4:07
12. Bring on the Wonder – 3:24 (Susan Enan)